# Mudlum

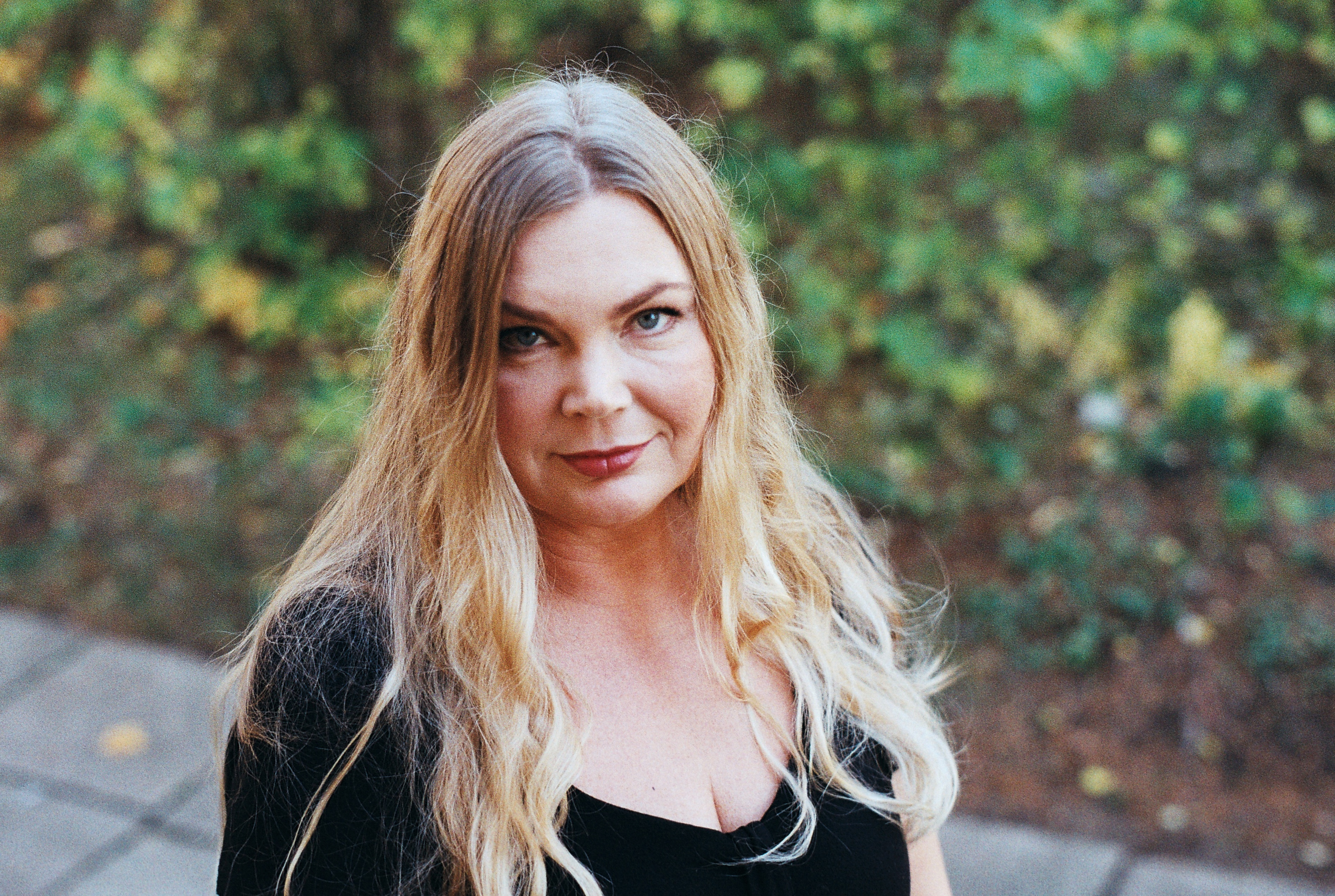
Mudlum (2018)

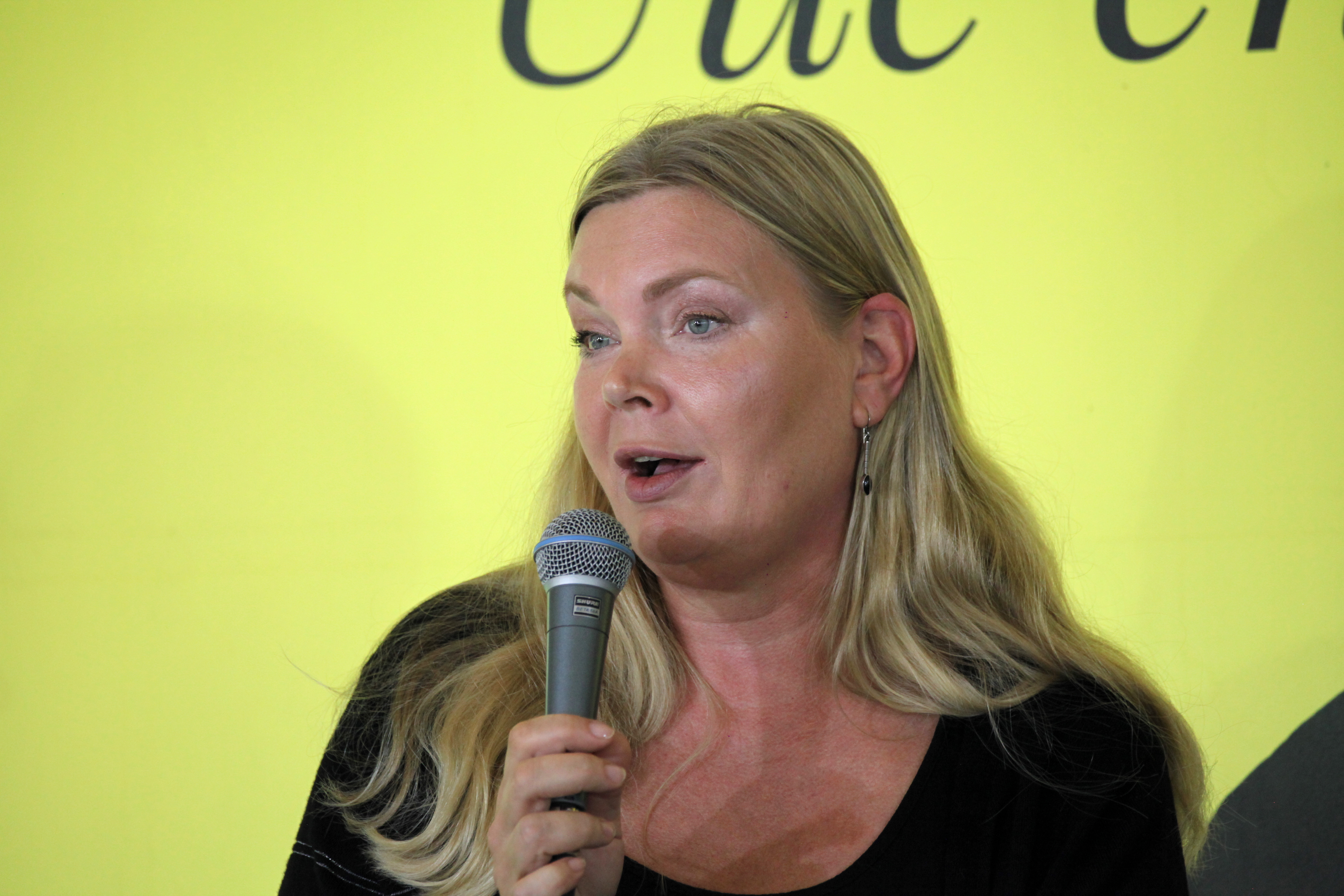
Mudlum (2021)

Mudlum (d. i. Made Luiga, * 31. Juli 1966 in Pärnu) ist eine estnische Schriftstellerin und Literaturkritikerin.

## Leben
Mudlum machte Mitte der 1980er-Jahre in Tallinn Abitur und studierte in der ersten Hälfte der 1990er-Jahre am Estnischen Humanitarinstitut mit den Schwerpunkten Theater, estnische Literatur und Philosophie. In den Jahren 2007 bis 2012 folgte ein Studium an der Estnischen Kunstakademie, das sie mit dem BA abschloss.
Mudlum lebt in Tallinn und auf Muhu. Sie ist seit 2017 Mitglied des Estnischen Schriftstellerverbands.

## Werk
Mudlum debütierte 2014 mit einer Novellensammlung und überraschte die Kritik mit einem „sehr schönen Buch aus dem Nichts“, wobei sogar Vergleiche mit Viivi Luik gezogen wurden. Zwar waren manche Kritiker davon ausgegangen, dass es sich hierbei um eine Eintagsfliege handelte, aber die Autorin legte in rascher Folge weitere Bücher vor, die ebenfalls von der Kritik sehr positiv aufgenommen wurden. Im Zentrum ihres Novellenwerks steht eine „nostalgisch gefärbte Alltagspoetik“.

## Auszeichnungen
- 2017 Friedebert-Tuglas-Novellenpreis
- 2020 Literaturpreis des Estnischen Kulturkapitals (Prosa)
- 2020 Literaturpreis der Europäischen Union für Poola poisid
- 2021 Literaturpreis des Estnischen Kulturkapitals (Prosa)

## Bibliografie
- Tõsine inimene ('Ein ernster Mensch'). s. l.: ZA/UM 2014. 199 S.
- Ilus Elviira. Burleskne jutustus ('Die schöne Elviira. Eine Burleske'). Tallinn: EKSA 2015. 230 S.
- Linnu silmad ('Die Augen eines Vogels'). Tallinn: ESA 2016. 184 S.
- Ümberjutustaja ('Nacherzähler'). Sammlung von Kritiken und Essays. Tartu: Elusamus 2017. 302 S.
- Poola poisid ('Polish boys'). 2019
- Mitte ainult minu tädi Ellen ('Nicht nur meine Tante Ellen'). Tallinn: Strata 2020. 208 S.